# Lesnogorski
Lesnogorski (en rus: Лесногорский) és un poble (un possiólok) de l'óblast d'Omsk, a Rússia, que en el cens del 2010 tenia 110 habitants. Pertany al districte rural de Mariànovka.